# Андезит
Андези́т (від гір Анд в Америці) — кайнотипна гірська порода темно-сірого, бурого, майже чорного кольору, порфірової структури, ефузивний аналог діориту.
Андезит належить до групи середніх (щодо основності) порід з вмістом SiO2 від 54 до 62 %; насичений глиноземом.
Складається переважно з плагіоклазу з домішкою амфіболу, авгіту, ромбічного піроксену та ін. Хімічний склад андезиту (% масових) за Делі: SiO2 59,59; TiO2 — 0,77; Al2О3 — 17,31; Fe2O3 — 3,33; FeO — 3,13; MnO — 0,18; MgO — 2,75; СаО — 5,80; Na2О — 3,53; K2O — 2,04; H2O — 1,26; P2O5 — 0,26. Густина — 2280—2680 кг/м3. Від назви гір Анд у Південній Америці.
Андезит досить поширений і разом з базальтами становить значну більшість виливних порід на земній поверхні в районах сучасного та давнього (згаслого) вулканізму (Камчатка, Кавказ, Середня Азія, Україна — Закарпаття, Приазов'я — Волноваський район). Запаси Рокосовського родовища (Закарпаття) — 42,4 млн м3.
Андезит під впливом гідротермальних вод перетворюється в пропіліт.
Будівельний камінь. Деякі відміни андезиту використовуються як кислототривкий матеріал.